# Юрай Слафковський
Юрай Слафковський (30 березня 2004) — словацький хокеїст центральний нападник. Виступає за фінський клуб ТПС (Лійга).

## На рівні збірних
Слафковський дебютував у складі збірної Словаччини на чемпіонаті світу 2021 року. 
Разом із Шимоном Немеком, Слафковський був одним із двох 17-річних, які були включені до складу збірної Словаччини на Зимових Олімпійських іграх 2022 року, а Слафковський став наймолодшим гравцем турніру. Слафковський забив обидва голи Словаччини у стартовій грі проти Фінляндії, що його команда програла з рахунком 6–2, ставши першим 17-річним гравцем, який забив гол на олімпійському хокейному турнірі серед чоловіків після Едді Ольчика в 1984 році.  Слафковський завершив турнір із сімома голами в сімох іграх, що привело Словаччину до її першої в історії олімпійської медалі з хокею (бронзової).

## Статистика

### Клубна
| Сезон       | Клуб        | Ліга         | Регулярний сезон | Регулярний сезон | Регулярний сезон | Регулярний сезон | Регулярний сезон | Плей-оф | Плей-оф | Плей-оф | Плей-оф | Плей-оф |
| Сезон       | Клуб        | Ліга         | І                | Г                | П                | О                | ШХ               | І       | Г       | П       | О       | ШХ      |
| ----------- | ----------- | ------------ | ---------------- | ---------------- | ---------------- | ---------------- | ---------------- | ------- | ------- | ------- | ------- | ------- |
| 2019–20     | ТПС         | Лійга (мол.) | 4                | 0                | 3                | 3                | 4                | —       | —       | —       | —       | —       |
| 2020–21     | ТПС         | Лійга (мол.) | 16               | 8                | 5                | 13               | 10               | 2       | 0       | 0       | 0       | 0       |
| 2021–22     | ТПС         | Лійга (мол.) | 11               | 6                | 12               | 18               | 6                | —       | —       | —       | —       | —       |
| 2021–22     | ТПС         | Лійга        | 31               | 5                | 5                | 10               | 33               | 18      | 2       | 5       | 7       | 8       |
| Лійга разом | Лійга разом | Лійга разом  | 31               | 5                | 5                | 10               | 33               | 18      | 2       | 5       | 7       | 8       |

### Збірна
| Рік                | Команда            | Турнір             | Місце              | І  | Г | П | О | ШХ |
| ------------------ | ------------------ | ------------------ | ------------------ | -- | - | - | - | -- |
| 2021               | Словаччина         | МЧС                | 8-й                | 5  | 0 | 0 | 0 | 2  |
| 2021               | Словаччина         | ЧС                 | 8-й                | 6  | 0 | 0 | 0 | 2  |
| 2021               | Словаччина         | МІГ                | 2                  | 5  | 3 | 6 | 9 | 8  |
| 2022               | Словаччина         | МЧС                | Скасовано          | 2  | 0 | 0 | 0 | 0  |
| 2022               | Словаччина         | ЗОІ                | 3                  | 7  | 7 | 0 | 7 | 0  |
| Молодіжна збірна   | Молодіжна збірна   | Молодіжна збірна   | Молодіжна збірна   | 12 | 3 | 6 | 9 | 10 |
| Національна збірна | Національна збірна | Національна збірна | Національна збірна | 13 | 7 | 0 | 7 | 2  |